# Eliza Maria Mosher
Eliza Maria Mosher (* 2. Oktober 1846 in Poplar Ridge/Cayuga County; † 16. Oktober 1928 in New York City) war eine US-amerikanische Medizinerin und erste weibliche Vollprofessorin der University of Michigan.

## Biografie
Mosher, Tochter einer Quäkerfamilie, absolvierte die Grundschule am Union Springs Seminary. Sie begann 1869 ihre medizinische Ausbildung am New England Hospital for Women and Children und durfte trotz fehlendem Abschluss eines Graduiertenkollegs als sogenannte „amateur interns“ gemeinsam mit vier weiteren Frauen 1871 im ersten koedukativen Durchgang an der Medizinschule der University of Michigan Anatomie studieren, wo sie 1875 graduierte. Von 1879 bis 1880 bildete sie sich zusammen mit ihrer Kommilitonin Amanda Sanford Medizin in London und dann in Paris fort. Im Anschluss war sie in Poughkeepsie tätig, wo auch ihre frühere Mitstudentin Elizabeth Hait Gerow praktizierte. Sie war unter anderem auch Superintendentin am reformierten Frauengefängnis in Sherborn (Massachusetts) (Massachusetts), lehrte als erster weiblicher Professor der University of Michigan das Fach Hygiene am Vassar College von Poughkeepsie und war als Gesundheitserzieherin an der Chautauqua Summer School tätig, wobei sie inhaltlich den Schwerpunkt ihrer Lehre auf körperliche Ertüchtigung und Gesundheitsvorsorge legte. 1896 wurde sie erster weiblicher Dekan der Hochschule. Ihre Lehrtätigkeit musste sie in diesem Zusammenhang aufgeben. Von 1905 bis 1928 war sie Herausgeberin des Medical Woman's Journal und veröffentlichte 1912 das Magazin Health and Happiness-A Message to Girls.